# 3.ª etapa del Giro de Italia 2021
La 3.ª etapa del Giro de Italia 2021 tuvo lugar el 10 de mayo de 2021 entre Biella y Canale sobre un recorrido de 190 km y fue ganada en solitario por el neerlandés Taco van der Hoorn del Intermarché-Wanty-Gobert Matériaux. El italiano Filippo Ganna consiguió mantener el liderato un día más.

## Clasificación de la etapa
| Biella - Canale | etapa escarpada | (190 km) |

| \| Clasificación de la etapa \| Clasificación de la etapa \| Clasificación de la etapa \| Clasificación de la etapa \| Clasificación de la etapa \| \| Ciclista \| Ciclista \| Equipo \| Tiempo \| \| \| ------------------------- \| ------------------------- \| ---------------------------------- \| ------------------------- \| ------------------------- \| \| 1.º \| Taco van der Hoorn \| Intermarché-Wanty-Gobert Matériaux \| 4 h 21 min 29 s \| \| \| 2.º \| Davide Cimolai \| Israel Start-Up Nation \| + 4 s \| \| \| 3.º \| Peter Sagan \| Bora-Hansgrohe \| + 4 s \| \| \| 4.º \| Elia Viviani \| Cofidis \| + 4 s \| \| \| 5.º \| Patrick Bevin \| Israel Start-Up Nation \| + 4 s \| \| \| 6.º \| Gianni Vermeersch \| Alpecin-Fenix \| + 4 s \| \| \| 7.º \| Fernando Gaviria \| UAE Team Emirates \| + 4 s \| \| \| 8.º \| Alberto Bettiol \| EF Education-Nippo \| + 4 s \| \| \| 9.º \| Stefano Oldani \| Lotto-Soudal \| + 4 s \| \| \| 10.º \| Jacopo Mosca \| Trek-Segafredo \| + 4 s \| \| |                    |                                    |                 |
| |                    |                                    |                 |
| Fuente: ProCyclingStats |                    |                                    |                 |
| Clasificación de la etapa |                    |                                    |                 |
| Ciclista | Ciclista           | Equipo                             | Tiempo          |
| 1.º | Taco van der Hoorn | Intermarché-Wanty-Gobert Matériaux | 4 h 21 min 29 s |
| 2.º | Davide Cimolai     | Israel Start-Up Nation             | + 4 s           |
| 3.º | Peter Sagan        | Bora-Hansgrohe                     | + 4 s           |
| 4.º | Elia Viviani       | Cofidis                            | + 4 s           |
| 5.º | Patrick Bevin      | Israel Start-Up Nation             | + 4 s           |
| 6.º | Gianni Vermeersch  | Alpecin-Fenix                      | + 4 s           |
| 7.º | Fernando Gaviria   | UAE Team Emirates                  | + 4 s           |
| 8.º | Alberto Bettiol    | EF Education-Nippo                 | + 4 s           |
| 9.º | Stefano Oldani     | Lotto-Soudal                       | + 4 s           |
| 10.º | Jacopo Mosca       | Trek-Segafredo                     | + 4 s           |

## Clasificaciones al final de la etapa
- Las clasificaciones finalizaron de la siguiente forma:[2]

### Clasificación general(Maglia Rosa)
| \| Clasificación general \| Clasificación general \| Clasificación general \| Clasificación general \| Clasificación general \| \| Ciclista \| Ciclista \| Equipo \| Tiempo \| \| \| --------------------- \| --------------------- \| --------------------- \| --------------------- \| --------------------- \| \| 1.º \| Filippo Ganna \| Ineos Grenadiers \| 8 h 51 min 26 s \| \| \| 2.º \| Tobias Foss \| Jumbo-Visma \| + 16 s \| \| \| 3.º \| Remco Evenepoel \| Deceuninck-Quick Step \| + 20 s \| \| \| 4.º \| João Almeida \| Deceuninck-Quick Step \| + 20 s \| \| \| 5.º \| Rémi Cavagna \| Deceuninck-Quick Step \| + 21 s \| \| \| 6.º \| Gianni Moscon \| Ineos Grenadiers \| + 26 s \| \| \| 7.º \| Aleksandr Vlásov \| Astana-Premier Tech \| + 27 s \| \| \| 8.º \| Alberto Bettiol \| EF Education-Nippo \| + 29 s \| \| \| 9.º \| Jonathan Castroviejo \| Ineos Grenadiers \| + 30 s \| \| \| 10.º \| Diego Ulissi \| UAE Team Emirates \| + 32 s \| \| |                      |                       |                 |
| |                      |                       |                 |
| Fuente: ProCyclingStats |                      |                       |                 |
| Clasificación general |                      |                       |                 |
| Ciclista | Ciclista             | Equipo                | Tiempo          |
| 1.º | Filippo Ganna        | Ineos Grenadiers      | 8 h 51 min 26 s |
| 2.º | Tobias Foss          | Jumbo-Visma           | + 16 s          |
| 3.º | Remco Evenepoel      | Deceuninck-Quick Step | + 20 s          |
| 4.º | João Almeida         | Deceuninck-Quick Step | + 20 s          |
| 5.º | Rémi Cavagna         | Deceuninck-Quick Step | + 21 s          |
| 6.º | Gianni Moscon        | Ineos Grenadiers      | + 26 s          |
| 7.º | Aleksandr Vlásov     | Astana-Premier Tech   | + 27 s          |
| 8.º | Alberto Bettiol      | EF Education-Nippo    | + 29 s          |
| 9.º | Jonathan Castroviejo | Ineos Grenadiers      | + 30 s          |
| 10.º | Diego Ulissi         | UAE Team Emirates     | + 32 s          |

### Clasificación por puntos(Maglia Ciclamino)
| Clasificación por puntos | Clasificación por puntos | Clasificación por puntos           | Clasificación por puntos | Clasificación por puntos |
| Ciclista                 | Ciclista                 | Equipo                             | Puntos                   |                          |
| ------------------------ | ------------------------ | ---------------------------------- | ------------------------ | ------------------------ |
| 1.º                      | Tim Merlier              | Alpecin-Fenix                      | 50 pts                   |                          |
| 2.º                      | Elia Viviani             | Cofidis                            | 38 pts                   |                          |
| 3.º                      | Giacomo Nizzolo          | Qhubeka Assos                      | 35 pts                   |                          |
| 4.º                      | Peter Sagan              | Bora-Hansgrohe                     | 29 pts                   |                          |
| 5.º                      | Taco van der Hoorn       | Intermarché-Wanty-Gobert Matériaux | 28 pts                   |                          |
| 6.º                      | Davide Cimolai           | Israel Start-Up Nation             | 25 pts                   |                          |
| 7.º                      | Dylan Groenewegen        | Jumbo-Visma                        | 18 pts                   |                          |
| 8.º                      | Filippo Ganna            | Ineos Grenadiers                   | 15 pts                   |                          |
| 9.º                      | Simon Pellaud            | Androni Giocattoli-Sidermec        | 12 pts                   |                          |
| 10.º                     | Filippo Tagliani         | Androni Giocattoli-Sidermec        | 12 pts                   |                          |

### Clasificación de la montaña(Maglia Azzurra)
| Clasificación de la montaña | Clasificación de la montaña | Clasificación de la montaña | Clasificación de la montaña | Clasificación de la montaña |
| Ciclista                    | Ciclista                    | Equipo                      | Puntos                      |                             |
| --------------------------- | --------------------------- | --------------------------- | --------------------------- | --------------------------- |
| 1.º                         | Vincenzo Albanese           | Eolo-Kometa                 | 16 pts                      |                             |
| 2.º                         | Simon Pellaud               | Androni Giocattoli-Sidermec | 6 pts                       |                             |
| 3.º                         | Lars van den Berg           | Groupama-FDJ                | 6 pts                       |                             |
| 4.º                         | Samuele Zoccarato           | Bardiani CSF Faizanè        | 2 pts                       |                             |
| 5.º                         | Filippo Tagliani            | Androni Giocattoli-Sidermec | 2 pts                       |                             |
| 6.º                         | Alexis Gougeard             | AG2R Citroën Team           | 1 pt                        |                             |
| 7.º                         | Umberto Marengo             | Bardiani CSF Faizanè        | 1 pt                        |                             |

### Clasificación de los jóvenes(Maglia Bianca)
| Clasificación del mejor joven | Clasificación del mejor joven | Clasificación del mejor joven | Clasificación del mejor joven | Clasificación del mejor joven |
| Ciclista                      | Ciclista                      | Equipo                        | Tiempo                        |                               |
| ----------------------------- | ----------------------------- | ----------------------------- | ----------------------------- | ----------------------------- |
| 1.º                           | Filippo Ganna                 | Ineos Grenadiers              | 8 h 51 min 26 s               |                               |
| 2.º                           | Tobias Foss                   | Jumbo-Visma                   | + 16 s                        |                               |
| 3.º                           | Remco Evenepoel               | Deceuninck-Quick Step         | + 20 s                        |                               |
| 4.º                           | João Almeida                  | Deceuninck-Quick Step         | + 20 s                        |                               |
| 5.º                           | Aleksandr Vlásov              | Astana-Premier Tech           | + 27 s                        |                               |
| 6.º                           | Mikkel Honoré                 | Deceuninck-Quick Step         | + 36 s                        |                               |
| 7.º                           | Matteo Sobrero                | Astana-Premier Tech           | + 36 s                        |                               |
| 8.º                           | Pavel Sivakov                 | Ineos Grenadiers              | + 37 s                        |                               |
| 9.º                           | Daniel Felipe Martínez        | Ineos Grenadiers              | + 39 s                        |                               |
| 10.º                          | Matteo Jorgenson              | Movistar Team                 | + 39 s                        |                               |

### Clasificación por equipos"Súper team"
| Clasificación por equipos | Clasificación por equipos | Clasificación por equipos | Clasificación por equipos |
| Equipo                    | Equipo                    | Tiempo                    |                           |
| ------------------------- | ------------------------- | ------------------------- | ------------------------- |
| 1.º                       | Jumbo-Visma               | 26 h 35 min 08 s          |                           |
| 2.º                       | Ineos Grenadiers          | + 9 s                     |                           |
| 3.º                       | Deceuninck-Quick Step     | + 13 s                    |                           |
| 4.º                       | Israel Start-Up Nation    | + 38 s                    |                           |
| 5.º                       | Qhubeka Assos             | + 41 s                    |                           |
| 6.º                       | Astana-Premier Tech       | + 47 s                    |                           |
| 7.º                       | UAE Team Emirates         | + 52 s                    |                           |
| 8.º                       | Bahrain Victorious        | + 1 min 01 s              |                           |
| 9.º                       | EF Education-Nippo        | + 1 min 02 s              |                           |
| 10.º                      | Movistar Team             | + 1 min 06 s              |                           |

## Abandonos
Ninguno.